# 서울 개운사 목조아미타여래좌상 및 발원문
서울 개운사 목조아미타여래좌상 및 발원문(서울 開運寺 木造阿彌陀如來坐像 및 發願文)은 서울특별시 성북구, 개운사 소유의 고려시대의 불상이다. 2010년 4월 23일 대한민국의 보물 제1649호로 지정되었다.

## 목조아미타여래좌상
《서울 개운사 목조아미타여래좌상》은 단엄한 상호, 세련되고 뛰어난 조각기법, 장중하면서도 균형감 있는 조형감각, 긴장감 넘치는 선묘 등이 잘 어우러진 매우 완성도 높은 고려후기를 대표하는 불상으로 평가되고 있다. 특히 이 불상은 1280년에 중수된 《개심사 목조아미타여래좌상》과 더불어 현재까지 발견된 고려후기 불상 중에서 1274년이라는 가장 오래된 중수원문을 남기고 있기 때문에 불상은 적어도 13세기 전반에는 조성되었을 가능성이 높으며, 13세기 전반에 제작된 불상이 매우 드문 현실에서 이 불상은 더욱더 중요한 가치를 지닌 것으로 평가되었다. 1m가 넘는 큰 규모에 아산 축봉사라는 원래의 봉안 장소 및 1274년의 하한연대, 우수한 조형성은 물론 현재의 보존 상태 또한 매우 좋은 편이다.
규격은 높이 118cm, 무릎너비 92cm, 재질은 목조개금, 제작연대는 13세기(1274년 이전)이다.

## 목조아미타여래좌상 복장 발원문
| 연번 | 명칭                            | 수량 | 연대   | 크기(cm) | 비고                                                           |
| ---- | ------------------------------- | ---- | ------ | -------- | -------------------------------------------------------------- |
| 1    | 중간대사 원문 (中幹大師 願文)   | 1장  | 1274년 | 54x56    | 아미타불좌상 개금(改金) 발원문                                 |
| 2    | 최춘 원문 (崔椿 願文)           | 1장  | 1322년 | 56x55.5  | 금불복장조성(金佛服藏造成) 발원문                              |
| 3    | 천정 혜흥 원문 (天正 惠興 願文) | 1장  | 1322년 | 37x270   | 아미타불상을 개금하면서 작성한 10종의 대원(大願)을 담은 발원문 |

## 같이 보기
- 개운사
- 서울 개운사 목조아미타여래좌상 복장유물 - 서울특별시 유형문화재 제291호

## 참고 자료
- 서울 개운사 목조아미타여래좌상 및 발원문 - 국가유산청 국가유산포털